# Магомедова, Эльмира Шарабутдиновна
Эльмира Шарабутдиновна Магомедова (азерб. Elmira Məhəmmədova; 11 сентября 1972, Махачкала, Дагестанская АССР, РСФСР, СССР) —  азербайджанская женщина-борец вольного стиля, бронзовый призёр чемпионатов Европы по борьбе. Заслуженный тренер России по вольной борьбе.

## Биография
Борьбой начала заниматься с 1992 года. Занималась в сборной Азербайджана по борьбе у Сахида Салахудинова. В 1995 году принимала участие на чемпионате мира, где заняла 8 место. В 1996 году стала бронзовым призёром чемпионата Европы. После окончания спортивной карьеры стала тренером, в 2008 году получила звание заслуженный тренер России. Её воспитанница Замира Рахманова в 2011 году становилась чемпионкой мира.

## Спортивные результаты
- Чемпионат мира по борьбе 1995 — 8
- Чемпионат Европы по борьбе 1996 —